# يراعة (موسيقى)
اليراعة أو المَاصُول أو الشبَّابة أو الصرناية أو الكلارينت آلة موسيقيّة تنتمي إلى عائلة آلات النّفخ، تطورت إلى شكلها الحالي نحو عام 1700 من قبل صانع آلات ألماني يدعى يوهان كريستوف دينر. في اليراعة ثلاثون ثقبا لتغير الصوت بتغيير طول الموجة، بعض هذه الثقوب مغطاة بمفاتيح خاصة بينما تسد الثقوب الأخرى بأصابع العازف، يبلغ طول اليراعة نحو 66 سم وله مجال صوتي يبلغ ثلاث أجوبة ونصف. تستخدم اليراعة عادةً في فرقة موسيقية، وقد ألف هاندل افتتاحية بآلتي كلارينت وهورن وكذلك ألّف موزارت كونشرتو.

## تاريخ اليراعة
بحلول منتصف القرن الثامن عشر، اكتسبت اليراعة شهرة واسعة في الموسيقى الكلاسيكية، حيث قام مؤلفون بارزون مثل فولفغانغ أماديوس موتسارت باستخدامها في أعمالهم. قدم موتسارت "كونشرتو اليراعة" في عام 1791، مما ساعد في رفع مكانة الآلة ضمن فرق الأوركسترا. مع مرور الوقت، شهدت اليراعة تطورات كبيرة، حيث أُضيفت المزيد من المفاتيح والثقوب، مما وسّع نطاق النغمات وزاد من التحكم الصوتي. في القرن التاسع عشر، اعتمدت الآلة على "نظام بوم" (Boehm System) الذي يستخدم تصميمًا معقدًا للمفاتيح، وهو النظام الذي لا يزال قيد الاستخدام حتى يومنا هذا. في القرن العشرين، توسع استخدام اليراعة لتصبح جزءًا أساسيًا من موسيقى الجاز والموسيقى الشعبية، إلى جانب استمرارها في الأوركسترا الكلاسيكية والفرق العسكرية.

## أنواع اليراعات
تضم عائلة اليراعات عدة أنواع، تختلف في حجمها ونغماتها، ومن أبرز أنواع اليراعة:
- اليراعة المسطّحة (Soprano Clarinet): يتميز بصوته العالي والقصير.
- اليراعة المهرّبة الكبيرة (Bass Clarinet): يمتاز بصوت منخفض وعميق.
- يراعة بيكولو (Piccolo Clarinet): أصغر حجمًا وصوتًا أعلى من اليراعة المسطح.
- يراعة ألتو (Alto Clarinet): يقدم نغمات أعمق من اليراعة المسطح، ويقع بين الباس واليراعة العادية.
- باس كلارينيت (Bass Clarinet): ينتج نغمات منخفضة ومميزة، ويُستخدم غالبًا في الفرق الموسيقية الكبيرة.

كل نوع من هذه الأنواع يُستخدم في مجالات موسيقية مختلفة حسب خصائصه الصوتية.